# Guanyin
Pour l’article homonyme, voir Guanyin (Taïwan).
Guanyin (chinois simplifié : 观音 ; chinois traditionnel : 觀音 ; pinyin : guānyīn ; cantonais Jyutping : Gun1 Jam1 ; coréen : 관음 (hanja : 觀音), gwan-eum ; japonais : kannon (観音) ; vietnamien : Quan Âm ou Quán Thế Âm ; indonésien : Kwan Im) est le bodhisattva associé à la compassion dans le bouddhisme d'Asie de l'Est. Le nom de Guanyin est une forme abrégée de Guanshiyin, « qui considère les sons du monde ».
On parle également parfois de Guanyin Pusa (chinois simplifié : 观音菩萨 ; chinois traditionnel : 觀音菩薩 ; pinyin : Guānyīn Púsà ; litt. « Bodhisattva Guanyin »), Shō-kannon 聖観音 (ou Shō-kan'non) ou encore, au Japon, de Senjū Kannon Bosatsu.
D'abord figure masculine, comme en Inde, Guanyin est devenu un personnage de sexe féminin en Chine et en Asie de l'Est, chose très rare dans le bouddhisme. Sa forme japonaise a cependant quelquefois des traits masculins.
Guanyin tient son origine d'Avalokiteśvara (ou Âryâvalokiteśvarâ en sanskrit). Communément considérée en Occident comme déesse de la Miséricorde, elle est aussi révérée par les taoïstes en tant qu'Immortelle. Avalokiteśvara indien et Guanyin chinoise se rejoignent cependant dans la ferveur religieuse qu'ils suscitent : si le premier est considéré comme un des bodhisattva les plus importants du bouddhisme indien, la seconde est élevée au rang de divinité.

## Métamorphoses du nom

### Guanyin
Le nom Guanyin est la traduction chinoise de Avalokitasvara, qui signifie littéralement « Observateur (avalokita) des voix (svara) ». Ce nom renvoie à la compassion sans limite du bodhisattva Avalokitasvara qui le porte à observer les cris des êtres qui souffrent, dans le but de venir les soulager de leurs peines. La traduction de ce nom en chinois date du iie siècle, et elle est popularisée par le grand traducteur Kumarajiva, dans sa traduction du Sutra du Lotus datant de 405. Guanyin va devenir Kannon en japonais Quân Âm en vietnamien, Gwan-eum en coréen et Kwan Im en indonésien.

### Guanshiyin
On trouve aussi la traduction Guanshiyin, « observateur des sons du monde » qui joue sur les sens de lok et loka en sanscrit (observer et monde). Ce nom devient Kanzeon en japonais, Quán Thế Âm en vietnamien et Gwanse-eum en coréen.

### Guanzizai
Cependant, le nom Avalokitasvara va se transformer en Avalokiteśvara, que l'on peut comprendre comme signifiant « Souverain (Iśvara) qui abaisse son regard (ava-lok-ita) », avec le sens de « Souverain au regard compatissant ». Entre le ve siècle et le milieu du viie siècle, cette nouvelle forme va supplanter la première (Avalokitasvara). C'est ainsi que dans sa traduction du Sutra du Lotus de 649, Xuanzang, un autre traducteur chinois célèbre, va rendre ce mot par Guanzizai, « souverain dans l'observation », qui deviendra Kanjizai en japonais et Kwanjajae en coréen,.
Toutefois, au-delà de ces différences, tous noms rappellent la compassion illimitée du bodhisattva pour l'ensemble des êtres — humains et non-humains — qui se débattent dans les filets du samsara. Toutefois, le regard de celui-ci n'est en rien passif : en fait, il s'agit d'un regard agissant qui éclaire l'objet observé, si bien que Guanyin scrute de son regard les voix du monde et balaie le monde de sa compassion, comme le faisceau d'un phare qui éclaire les flots.

## Légendes sur les origines de Guanyin
La transformation de Guanyin en personnage féminin est l'objet de plusieurs légendes, en Chine mais aussi au Japon et au Vietnam.

### La légende de Miao-shan

#### Origine

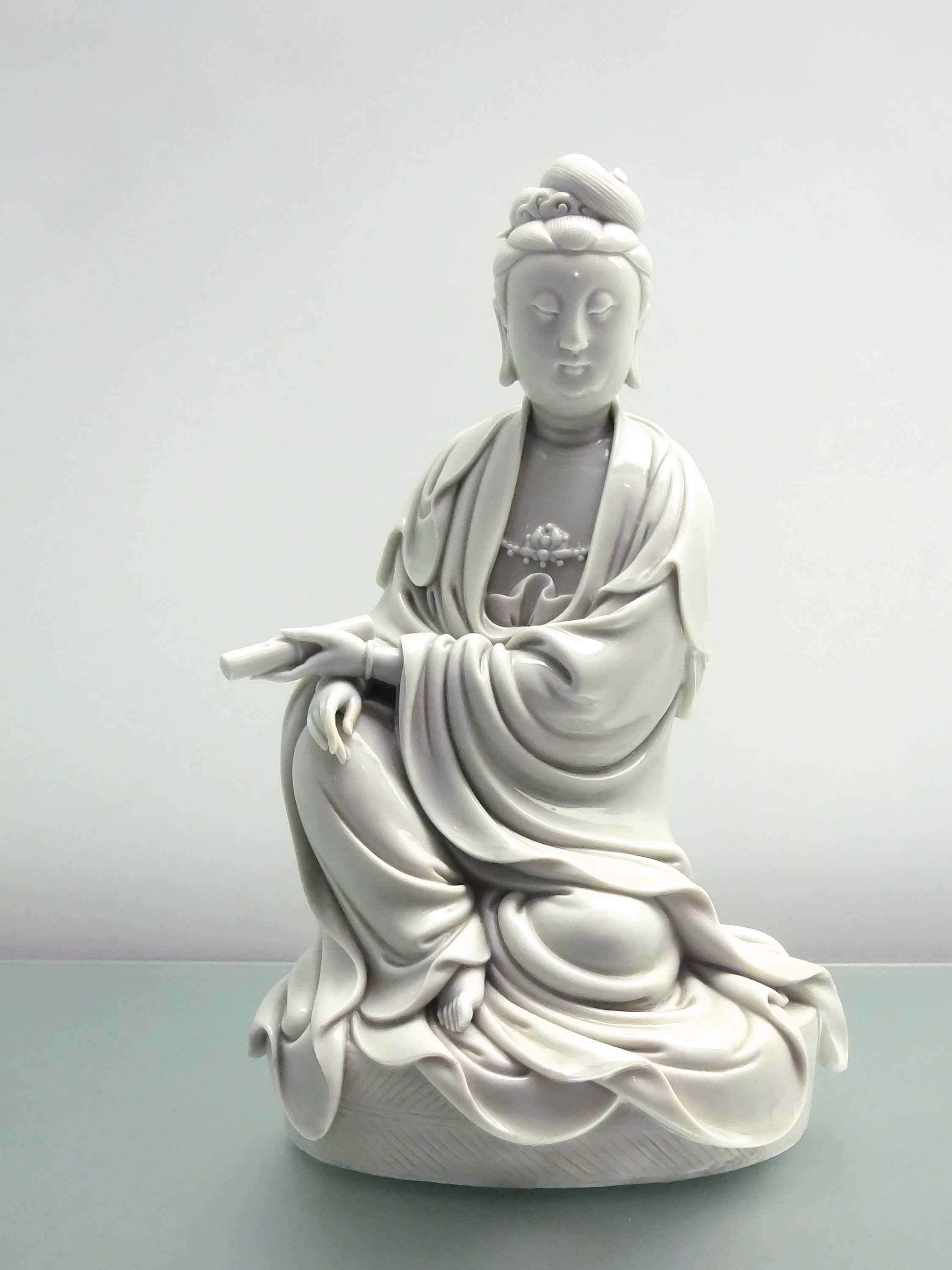
Guanyin assise. Porcelaine de Dehua,. Hong Kong Museum of Art

La plus ancienne inscription relative au culte de Miao-shan, gravée en 1100, est attribuée au moine bouddhiste chinois Jiang Zhiqi (蒋志奇) (1031-1104). Miao-shan y est assimilée à Guanyin sous sa forme de Grande Compatissante aux mille bras et mille yeux, vénérée depuis plusieurs siècles au monastère du mont Putuo (普陀島 Putuodao), le Mont des Parfums, un des quatre monts bouddhistes de Chine.
Selon le sinologue britannique Glen Dudbridge, la plus ancienne version de la légende figure dans une des chroniques du bouddhisme en Chine, le Lung-hsing fo-chiao pien-nien t'ung-lun (龍興佛橋邊寧倫, Chroniques complètes des enseignements de Bouddha durant la période de l’empereur Song Xiaozong 宋孝宗), écrite en 1164 par le moine Tsu-hsiu,.

#### La légende chinoise
Sous la Dynastie du Ciel d'Or, le roi Miaozhuang désirait un héritier, mais comme il avait fait couler le sang à la guerre, il ne fut pas exaucé, et son épouse lui donna trois filles, dont une s’appelait Miao-shan.
Quand vint le temps de les marier, Miao-shan refusa, voulant devenir bonzesse, et tous les efforts du roi pour vaincre la résistance de sa fille restèrent vains. Miao-shan entra donc dans un temple. Le roi ordonna aux nonnes de rendre difficile la vie de la princesse afin de la détourner de cette voie. Mais Miao-shan supportait tout sans se plaindre. Ému par tant de piété, l'Empereur de jade lui envoya des Esprits pour l'aider. Le roi, excédé, ordonna alors de brûler le temple. Les nonnes implorèrent l’aide de Miao-shan qui pria le Ciel. Sa demande fut exaucée : la pluie éteignit l’incendie.
Voyant cela, le roi décida de faire exécuter sa fille. Alors, une fois encore, le Ciel intervint, et l’Empereur de jade chargea un Esprit de veiller sur le corps de la jeune fille, afin qu'aucun mal ne lui soit fait, car ce corps était promis à devenir celui d'un Bodhisattva. Pourtant Miao-shan fut malgré tout exécutée, et l’esprit emporta son corps dans la forêt.
Quand Miao-shan rouvrit les yeux, elle était dans l'autre monde où on lui fit visiter les dix-huit enfers, lui demandant de prier en ces lieux. Dès qu’elle commença ses prières, les supplices cessèrent et les damnés furent gagnés par la joie : l'Enfer était devenu Paradis ! Effrayés, les gardiens du lieu renvoyèrent l'âme de Miao-shan sur terre afin qu'elle retrouve son corps préservé resté dans la forêt.
Miao-shan se réveilla cette fois dans la forêt déserte, et se désespérait qu’il n’y ait personne pour qui prier quand survient un inconnu qui se dit ému par son histoire et s’engage à l'épouser : la princesse repoussa fermement l’offre. L'homme lui révéla alors qu'il était en réalité le Tathagatha, qu'il avait testé sa foi, et qu’il allait l'emmener à la pagode du Mont des Parfums, sur l'île de Putuo. Là, elle aurait tout loisir de prier pour le salut des êtres.
Elle passa neuf ans sur le Mont Putuo à se perfectionner, et devint ainsi la Reine des « Trois mille bodhisattva » et de tous les êtres de chair. Le bodhisattva des Enfers, Dizangwang (Kshitigarbha), s’émerveilla de tant de vertu et décida d'en faire la Souveraine du Ciel, de la Terre et du Bouddhisme.
Un jour, le père de Miao-shan tomba gravement malade. Il s’engagea à céder son trône à qui le guérirait. Arriva alors un moine qui lui dit que le médicament capable de le guérir devrait être fait d’un bras et d’un œil provenant d'une personne pure et sans tache résidant sur le mont Putuo.
Le roi envoya un messager pour demander l'aide de cette sainte personne, ignorant qu’il s’agissait de sa fille Miao-shan. Celle-ci se mutila sans hésiter, le roi fut sauvé. Il souhaita alors remercier lui-même cette femme, et lui proposer son trône. Voyant Miao-shan, il lui demanda pardon pour tous les maux qu’il lui avait infligés. Puis il lui fit construire un temple sur la montagne.
L’histoire se termine par la transformation de Miao-shan en Guanyin au cours d’une grande cérémonie. Elle monte sur son trône de lotus, et par la suite, s’entoure d’un jeune garçon, Chancaï, et d'une jeune fille, Longnü, pour l’assister. Débordante de compassion, elle fait vœu d’aider tous les êtres vivants, et pas seulement les humains, jusqu’à ce qu’ils soient tous délivrés de la souffrance. Elle réside dans l’île du mont Putuo, où elle se consacre totalement à la méditation.

## Représentations
Guanyin est un pusa (en chinois, bodhisattva en sanskrit), c'est-à-dire qu'elle a obtenu l'éveil, mais comme elle ne veut pas tout de suite accéder au rang de bouddha, elle s'arrête en cours de route afin de faire bénéficier de son enseignement les hommes. En Chine, on l'appelle la déesse de la miséricorde, parce qu'elle s'arrête un instant sur le chemin de la Voie, pour observer les hommes et tendre une oreille compatissante à leurs malheurs.
On la représente le plus souvent drapée dans une longue robe blanche qui la couvre de la tête aux pieds ; elle tient en main le vase de jade et une branche de saule ; elle est coiffée d'un chignon, noué sur le sommet, au milieu duquel est représenté son maître, le Bouddha Amitābha; sa peau est aussi blanche que du lait, du moins est-ce là l'image la plus répandue que l'on ait d'elle en Chine et celle qu'on trouve dans le roman du Voyage en Occident.
Elle résiderait sur le mont Putuo, entourée d'une foule de divinités à son service. Elle est souvent assise en méditation, les jambes croisées, ou debout sur une feuille de lotus et une auréole dorée entoure sa tête.
Mais Guanyin, c'est aussi des milliers de formes différentes pour représenter ses multiples capacités ; elle peut ainsi disposer de une à onze têtes et de deux à quatre, voire huit et jusqu'à mille bras ; il existerait en Chine un groupe de huit ou de trente-deux représentations de la Déesse. Trente-trois formes sont couramment représentées et seraient adaptées de la légende de Miao-shan. Cependant, ni la liste ni l'ordre de ces trente-trois représentations ne sont fixes, et l'on rencontre de nombreuses variantes. Au Japon, ces trente-trois formes (sanjûsan ôgeshin) de la bodhisattva Kannon donnent lieu à un grand pèlerinage des trente-trois temples des provinces de l'Ouest (sanjûsan sansho).
1. « Guanyin au peuplier » (楊王觀音 Yangwang Guanyin), « Guanyin reine de la médecine » ou (楊柳觀音 Yangliu Guanyin) « Guanyin au saule » : la Guanyin reine de la médecine, assise les jambes croisées sur une fleur de lotus, tenant dans la main droite une branche de saule et la main gauche à la hauteur de la poitrine ;Tête de Guanyin, arborant le Bouddha Amitābha dans sa coiffure. Calcaire, Dynastie Jin. Náprstek Museum (en) Prague.

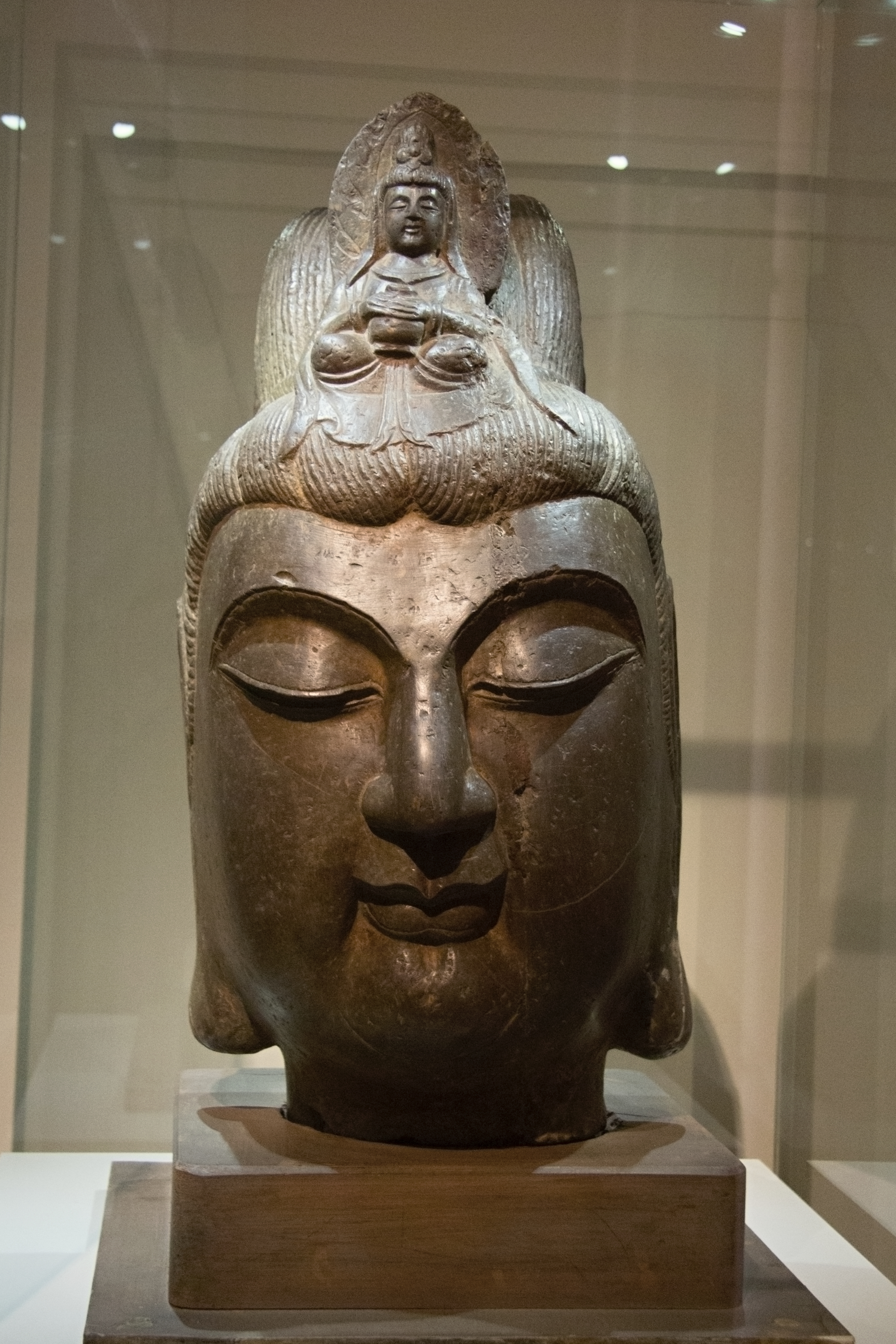
Tête de Guanyin, arborant le Bouddha Amitābha dans sa coiffure. Calcaire, Dynastie Jin. Prague.

2. « Guanyin à la tête de dragon » (aussi connue comme Longnü) (龍頭觀音 Longtou Guanyin) : assise sur un Dragon ou une tortue marine, son voile rabattu sur son haut chignon, tenant un lotus épanoui ou réalisant une posture de méditation cachée sous la robe ; cette forme tient souvent un enfant et est confondue avec Guanyin Donneuse d'Enfants ;
3. « Guanyin aux écritures » (持線觀音 Chixian Guanyin) : assise en position de méditation, tenant dans ses mains un rouleau des écritures sacrées ;
4. « Guanyin à l'orbe de lumière » (圓光觀音 Yuanguang Guanyin) : assise en méditation, les mains jointes et entourée de rayons lumineux ;
5. « Guanyin oisive et théâtrale » (遊戲觀音 Yuanxi Guanyin) : assise sur une jambe, l'autre recroquevillée, la main droite reposant sur son nuage et l'autre sur le genou ;
6. « Guanyin à la robe blanche » (白衣觀音 Baiyi Guanyin) (Pândaravâsinî) : assise sur une fleur de lotus, les mains en méditation ou tenant les écritures, souvent confondue avec Longtou Guanyin ou Baishen Guanyin (Shvetabhagavatî) ;
7. « Guanyin étendue » (連觀臥音 Lianwo Guanyin) : assise sur une fleur de lotus ou couchée et méditative ;
8. « Guanyin à la cascade » (瀑見觀音 Pujian Guanyin) : assise en méditation sur un rocher en face d'une chute d'eau ;
9. « Guanyin s'adonnant à la joie » (施樂觀音 Shile Guanyin) : assise, la main droite appuyé sur le visage, contemplant une fleur de lotus ;
10. Guanyin au panier à poissons (魚籃觀音 Yulan Guanyin) : debout sur un poisson ou tenant un panier avec un poisson (scène extraite du Xiyouji), sans doute une de ses apparences la plus connue et la plus représentée ;
11. Guanyin reine de la vertu (德王觀音 Dewang Guanyin) : assise en méditation tenant une branche de saule à la main, souvent confondue avec Yangliu Guanyin ;
12. « Guanyin à la lune sur l'eau » (水月觀音 Shuiyue Guanyin) : assise ou debout sur une fleur de lotus, parfois munie (rarement de trois têtes et six bras) et observant le reflet de la Lune sur l'Eau ;Guanyin aux Mille Mains et aux Mille Yeux. Dynastie Song, 12e siècle. Couleurs sur soie. 79.2 x 176.8 cm. Musée national du Palais (Taïwan)[a]

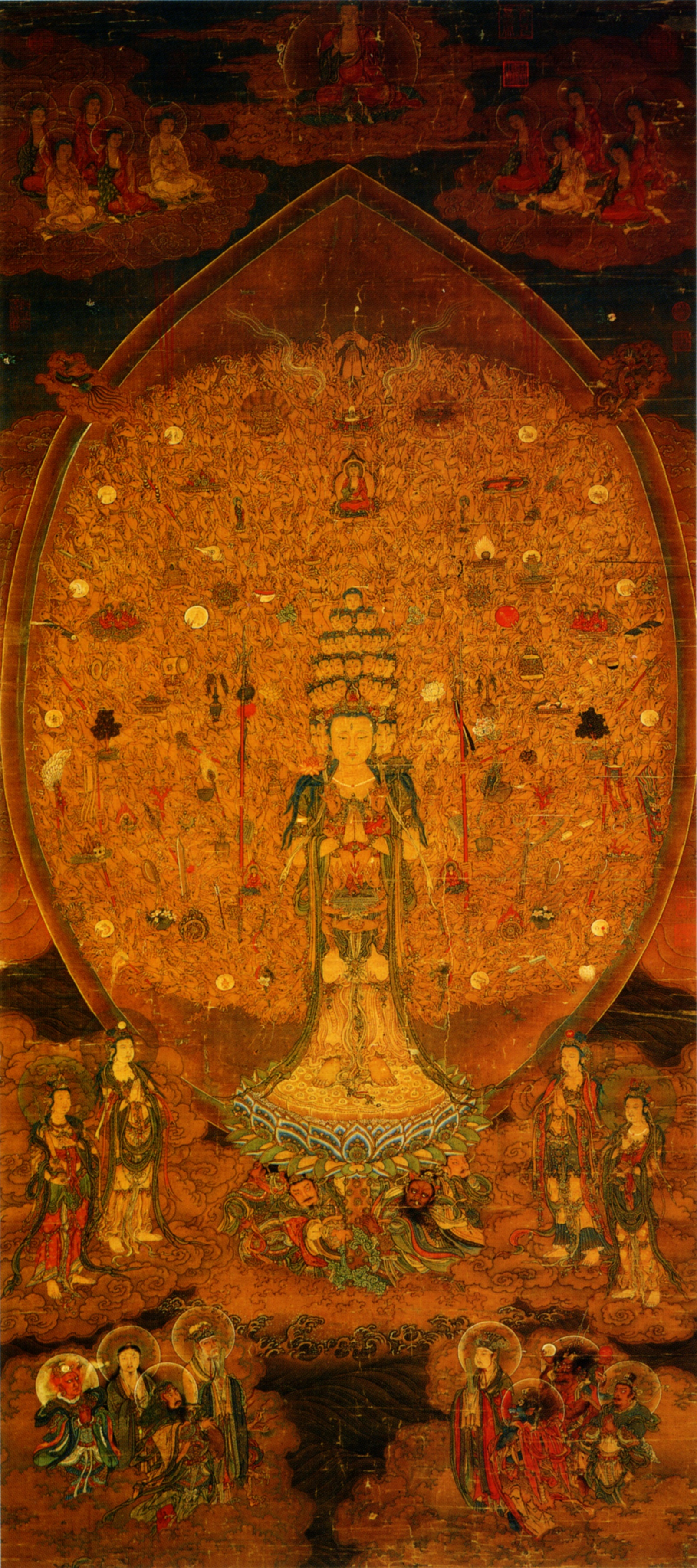
Guanyin aux Mille Mains et aux Mille Yeux. Dynastie Song,. Couleurs sur soie. 79.2 x 176.8 cm. Musée national du Palais (Taïwan)

13. « Guanyin à la feuille » (一葉觀音 Yiye Guanyin) : assise dans un délassement royal sur une feuille ou debout sur elle sur l'Océan, parfois appelée ( 海 Guohai Guanyin) « Guanyin qui passe sur la mer »
14. « Guanyin au cou bleu » (青頸觀音 Qingjing Guanyin) : assise sur un lotus ou un rocher, tenant un lotus dans la main gauche, et de la droite esquissant la paix, ou encore accoudée à un rocher, un vase à ses pieds, pourvue parfois de trois têtes et quatre bras tenant chacun un bâton, un lotus, un anneau et une conque ; la légende du « cou bleu » prend son origine dans l'épisode du barattage de la mer de lait (sanskrit IAST: kṣīrodamathana)[19], un des chants du Bhagavata Purana : afin de sauver le monde, Shiva avale un poison qui risque de tout détruire. Mais s'il n'avala pas tout le poison, celui-ci était si puissant que sa gorge bleuit, d'où le nom « Gorge bleue » (Nīlakaṇṭha) donné à Shiva (sanskrit : nīla = bleu + kaṇṭha = gorge)[20],[21].
15. « Guanyin à la majesté vertueuse » (威德觀音 Weide Guanyin) : assise en délassement royal, tenant un lotus dans la main droite, sans doute la plus représentée de ses formes en Chine ;
16. « Guanyin prolongatrice de vie » (延命觀音 Yanming Guanyin) : assise pensive derrière un rocher ;
17. « Guanyin aux nombreux trésors » (眾寶觀音 Zhongbao Guanyin) : assise en délassement royal ;
18. « Guanyin à la porte de Rocher » (岩戶觀音 Yanhu Guanyin) : assise à l'entrée d'une grotte ;
19. « Guanyin à l'immobile capacité » (能靜觀音 Nengjing Guanyin) : assise derrière un rocher ;
20. « Guanyin fin de vie » (阿耨觀音 Anou Guanyin) : assise sur un rocher au bord de la mer, protectrice contre les monstres aquatiques et des noyés ;
21. « Guanyin aux questions » (阿麼觀音 Ame Guanyin) : assise en délassement royal sur un tigre blanc ou sur un rocher, peut être pourvue d'une tête à trois yeux et quatre bras ;
22. « Guanyin porte-enveloppe » Yeyi Guanyin (葉衣觀音 Yingyi Guanyin) : assise sur un rocher, ses mains dans ses manches, ou tenant dans la main droite un joyau entouré de flammes, l'équivalent indien de (Parnashavarî) ou (Palashambarî) ;
23. « Guanyin au joyau de beryl » (珠璃觀音 Zhuli Guanyin) : debout sur une feuille posée sur l'eau, tenant en main un joyau ;
24. « Tārā Guanyin » (多羅觀音 Duoluo Guanyin) : il s'agit de la Tārā Verte, une des formes de la boddhisattva féminine Tārā, représentée assise sur un lotus, ou debout sur un nuage les mains drapées dans sa robe[b]
25. « Guanyin au coquillage » (蜍利觀音 Chuli Guanyin) : assise en méditation sur un coquillage, les mains drapées dans sa robe ;
26. « Guanyin des six heures de la journée » (六時觀音 Liushi Guanyin) : debout, tenant un livre dans les mains ;
27. « Guanyin à la tristesse universelle » (普悲觀音 Pubei Guanyin) : debout les mains drapées dans sa robe ;
28. « Guanyin la marchande Ma » (馬郎觀音 Malang Guanyin) : vêtue comme une riche marchande ;
29. « Guanyin aux mains jointes » (合掌觀音 Hezhang Guanyin) : debout les mains jointes en adoration ;
30. « Guanyin de l'unicité » (一如觀音 Yiru Guanyin) : assise en délassement royal sur un nuage ;
31. « Guanyin sans égal » (不二觀音 Buer Guanyin) : debout sur une feuille de lotus, les mains jointes sur le ventre ;
32. « Guanyin au lotus » (持蓮觀音 Chilian Guanyin) : debout tenant une fleur de lotus des deux mains ou des mains jointes ;
33. « Guanyin de l'aspersion » (酒水觀音 Jiushui Guanyin) : debout, une branche dans la main droite et un vase dans la gauche.

En plus de ces 33 formes communément admises, Guanyin dispose d'un millier d'autres formes, dont sept ésotériques :
1. « Guanyin à onze têtes » (十一頭觀音 Shiyitou Guanyin) (Sîtâtapatrâryâvalokiteśvara) : debout ou assise sur un trône de lotus, tenant le vase ou une fleur de lotus, à deux ou quatre bras, couronnée de 11 têtes représentant les vertus principales ;
2. « Guanyin aux mille bras » (千臂觀音 Qianbi Guanyin) (Sahasrabhûjâryâvalokiteśvarâ) : debout ou assise sur un lotus, munie parfois de onze à vingt sept têtes et surtout de mille bras représentant l'omniscience de la divinité ;
3. « Guanyin au joyau du savoir » (如意輪觀音 Ruyilun Guanyin) (Chintâmanichakrâryâvalokiteśvarâ) : debout, mais le plus souvent assise en délassement royal ou pensive, à deux ou quatre bras, tenant une fleur de lotus ;
4. « Guanyin à tête de cheval » (馬頭觀音 Matou Guanyin) (Hayagrîvâryâvalokiteśvarâ) : debout ou assise avec une tête de cheval sur un corps humain, ou de une à trois têtes humaines couronnées d'une ou deux têtes de cheval, à l'aspect menaçant ;
5. « Guanyin la pure » (準胝觀音 Zhunzhi Guanyin) (Chundiâryâvalokiteśvarâ) : debout ou assise sur un lotus, pourvue de deux, quatre, six, huit, douze, dix-huit, trente deux ou soixante quatre bras, portant une tiare cylindrique ou cônique ;
6. « Guanyin au nœud de soie vide » (不空絲繩觀音 Bukongsīsheng Guanyin) (Amoghapâshâryâvalokiteśvarâ) : debout ou assis, tenant la corde, le bâton de pèlerin, le rosaire, avec parfois trois têtes et de deux à trente deux bras ;
7. « Guanyin la bonzesse » (陀羅尼觀音 Tuoluoni Guanyin) (Bhrikutîâryâvalokiteśvarâ) : assise sur un lotus, munie d'une tête à trois yeux, de trois à six bras. La dernière des formes qu'on lui prête est celle de Guanyin Donneuse d'Enfants (送子觀音 Songzi Guanyin), sans doute une tentative de « bouddhéiser » une divinité taoïste, telle que (天仙送子 Tianxian Songzi) et c'est cette dernière forme qui contribua à l'identifier aux yeux des Européens à la Vierge Marie Chrétienne.

Guanyin est souvent appelée aussi Guanyin des Mers du Sud (南海 Nanhai Guanyin) , en référence au temple du (普陀山 Putuoshan) où elle réside, mais elle possède bien d'autres épithètes.
Elle prend parfois la forme d'une prostituée pour délivrer les hommes de leur luxure ou leur permettre d'atteindre l'éveil.

## Relation avec le végétarisme
Guanyin a fait le vœu d’attendre que tous les êtres vivants (êtres humains et animaux) soient libérés de la souffrance avant d’atteindre elle-même l’état de Bouddha. Dans les pays où le bouddhisme mahayana s'est développé, les pratiquants considèrent que cet engagement est l'expression d'une profonde compassion. Ainsi Guanyin est-elle associée au végétarisme bouddhique. C'est pourquoi nombreux sont ceux qui décorent leurs cuisines avec des images ou des calendriers sur lesquels son effigie est imprimée. Des revues et magazines végétariens bouddhistes l’ont prise pour emblème ou logo.

## Guanyin dans l'univers du qigong
Plusieurs qigong font référence à Guanyin et certains en portent même le nom. En France une forme du qigong de Guanyin dite « des Milles mains sacrées » est enseignée à Paris par le maître Jian Liujun, qui décrit ce qigong dans Dao de l'harmonie, Quintessence du qigong. Deux autres formes sont également enseignées en France par l'école Sheng Zhen dirigée par maître Li Junfeng (en) qui vit aux États-Unis. Ces qigong sont décrits dans le livre Wuji Yuan Gong.

## Dans la science-fiction
Le titre de Guanshiyin apparaît dans l'œuvre de science-fiction The Expanse de James S. A. Corey pour désigner le nom du vaisseau spatial du milliardaire Jules-Pierre Mao.

## Dans les mangas
- Dans Gantz d'Hiroya Oku, le « boss de fin » de l'arc[Quoi ?] du temple bouddhiste est un Senju Kannon.
- Dans Nura : Le Seigneur des Yokaï d'Hiroshi Shiibashi, un des Yokai de Kyoto est un Senju Kannon.
- Dans Hunter x Hunter de Yoshihiro Togashi, Netero a le pouvoir de faire apparaître Hyakushiki Kannon.
- Dans Naruto de Masashi Kishimoto, Hashirama Senju, en mode ermite, a le pouvoir d'invoquer la « myriade des paumes authentiques de Guanyin ».

Représentations contemporaines de Guanyin
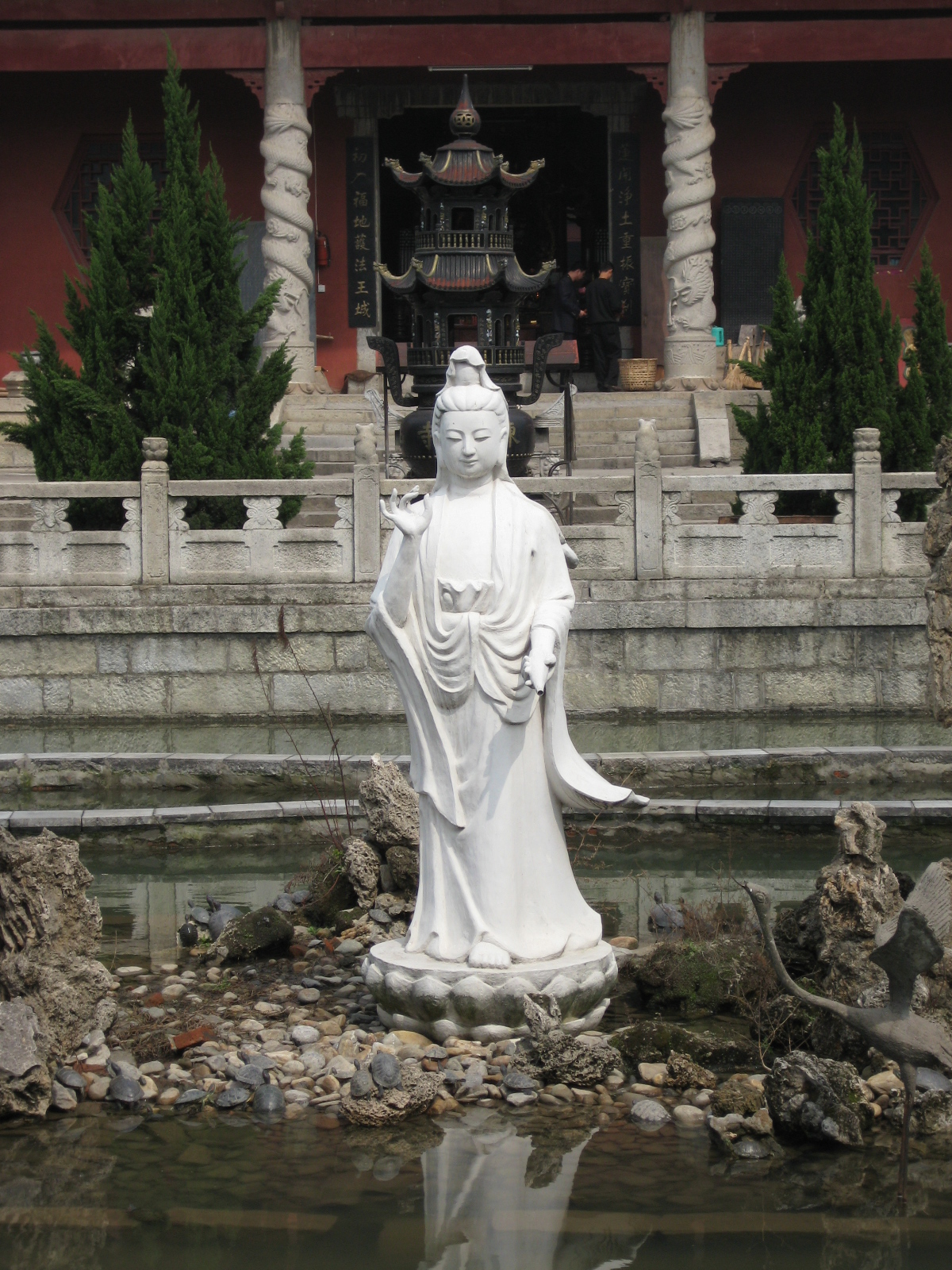
Guanyin du Temple Donglin (en). Sculpture moderne.
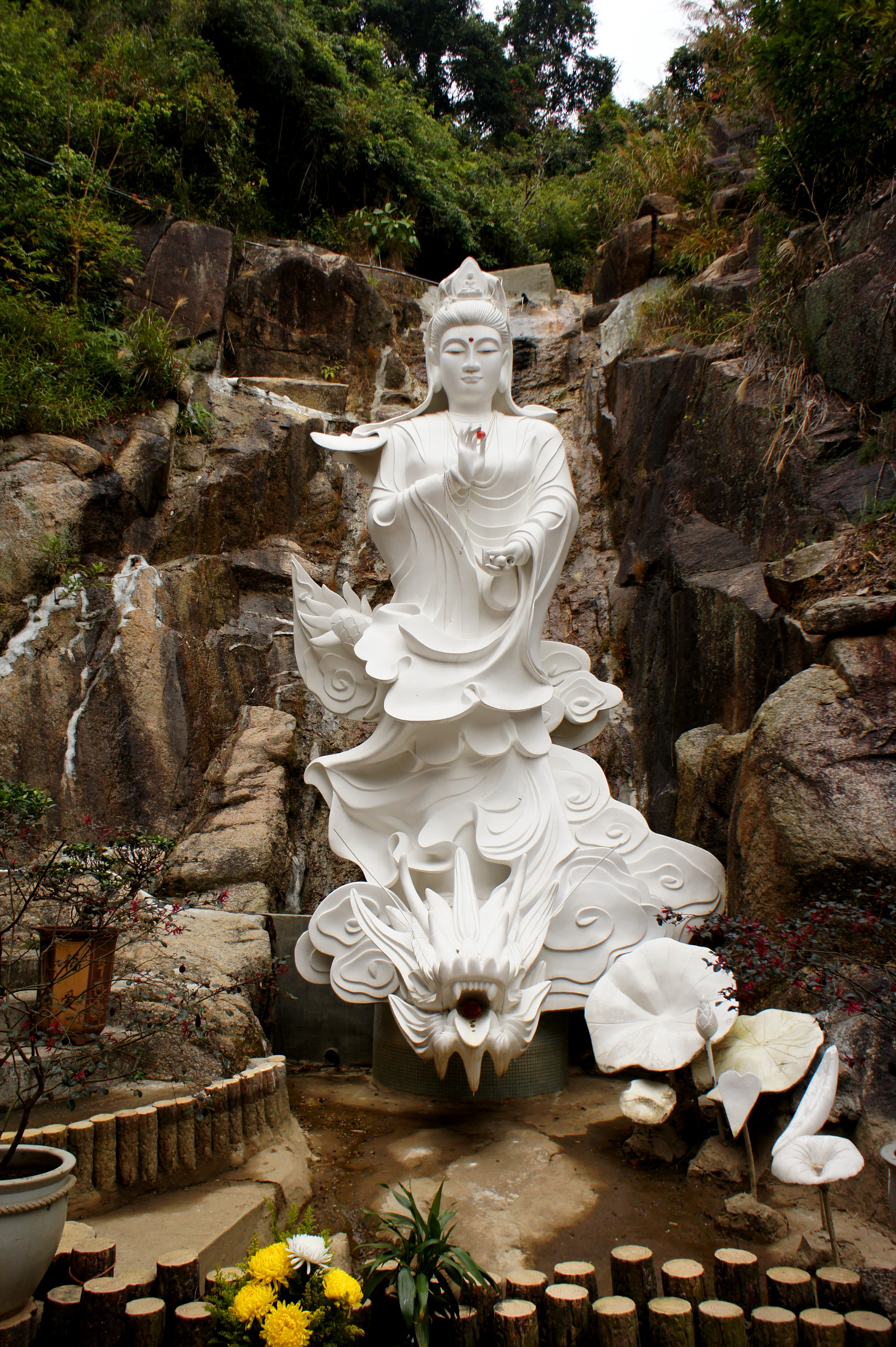
Sculpture moderne de Guanyin au monastère des Dix Mille Bouddhas, (Hong Kong).
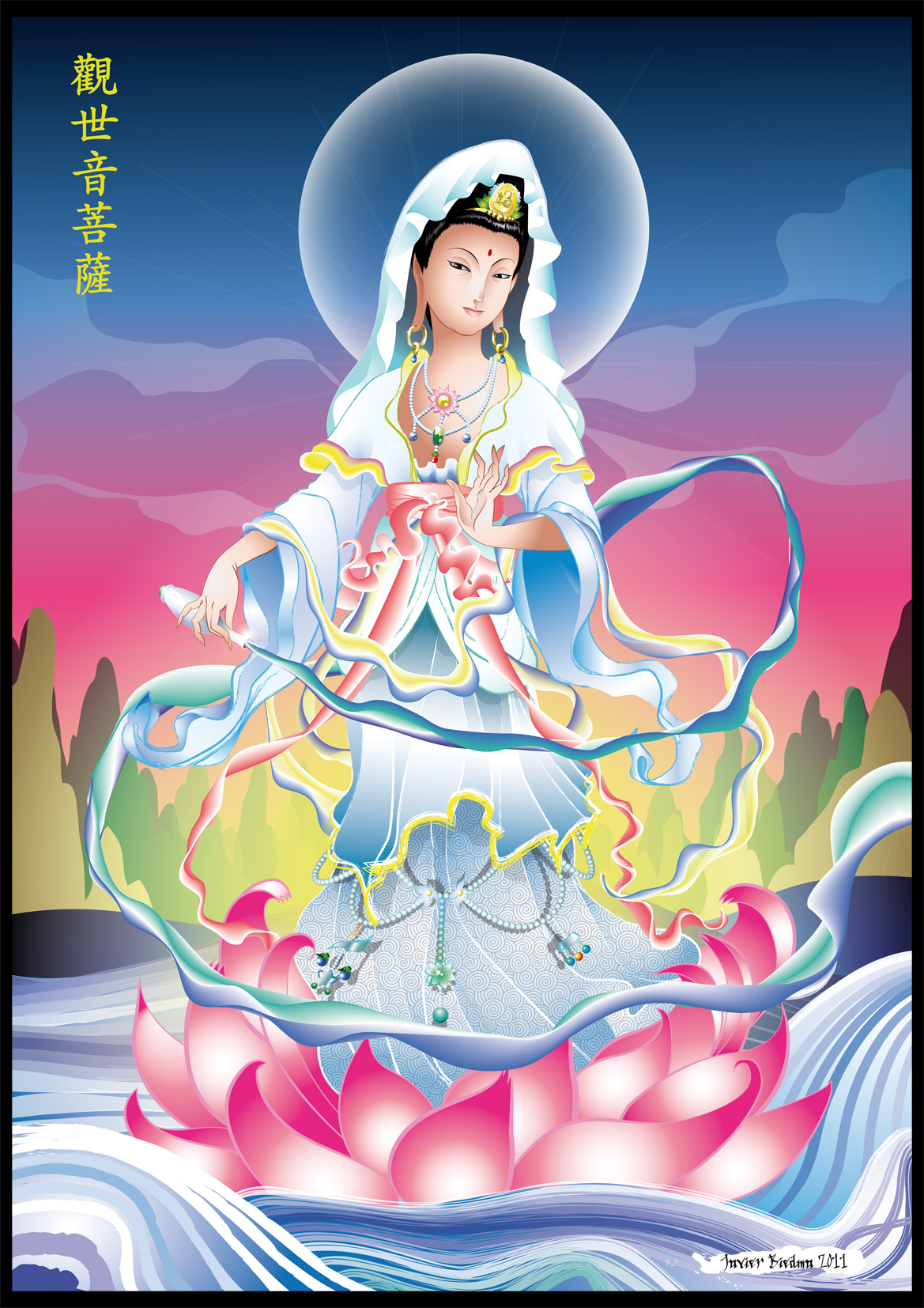
Guanyin, par Javier Biedma. Barcelon, 2011.